# Mesua pulchella
Mesua pulchella är en tvåhjärtbladig växtart som beskrevs av Jules Émile Planchon och Triana. Mesua pulchella ingår i släktet Mesua och familjen Calophyllaceae. Inga underarter finns listade i Catalogue of Life.